# Дворец Хэйан
Дворец Хэйан — изначальный императорский дворец в Хэйан-кё (ныне Киото), столице Японии с 794 по 1227 год. В Японии этот дворец зовётся Дайдайри. Дворец, являвшийся императорской резиденцией и административным центром страны большую часть периода Хэйан (794—1185), располагался в северной части города в соответствии с китайской моделью строительства столицы.
Дворец находился на обширной прямоугольной территории, окружённой стенами, на которой располагались различные церемониальные и административные постройки, в том числе руководство министерств. Внутри этих стен находилась также отдельно огороженная часть — резиденция императора или внутренний дворец. Кроме жилых помещений самого императора, в нём располагались некоторые официальные и церемониальные строения, более связанные с личностью императора.
С середины периода Хэйан дворец пережил несколько пожаров и других катастроф. В ходе реконструкций часть административных функций перемещалась за его стены. Это вместе с потерей политического влияния двора уменьшало значение дворца, как административного центра. В итоге в 1227 году дворец сгорел дотла и так никогда и не был восстановлен. Место было застроено, поэтому никаких следов дворца не сохранилось. Информация о дворце базируется на литературных источниках, сохранившихся планах и изображениях и немногих раскопках, осуществляемых в основном с конца 1970-х.

## Месторасположение
Дворец располагался на севере прямоугольника Хэйан-кё, следуя китайской модели, по которой ранее в Японии были построены предыдущие столицы: Хэйдзё-кё (ныне Нара) и Нагаока-кё. Юго-восточный угол Дайдайри располагался в середине современного замка Нидзё. Главным входом на его территорию служили ворота Судзакумон (35°00′49″ с. ш. 135°44′32″ в. д.), располагавшиеся в северном конце бульвара Судзаку, проходившего через центр города от городских ворот Расёмон. Кроме Судзакумон в стенах дворца находилось ещё 13 симметрично расположенных врат. К каждым из них вёл широкий бульвар (яп. 大路 о:дзи) кроме трёх, расположенных с севера, так как северная стена примыкала непосредственно к границе города.

## Основные источники
Хотя сам дворец был полностью уничтожен, часть информации о нём сохранилась в работах современников. Дворец Хэйан фигурирует как место действия во многих литературных текстах того периода, как в художественных, так и нет. Из этих источников была получена информация о самом дворце, церемониях, принятых при дворе, и функциях, выполняемых придворными, проживавшими или работавшими в нём. Наиболее яркими примерами подобной литературы являются «Повесть о Гэндзи» Мурасаки Сикибу, «Записки у изголовья» Сэй Сёнагон и хроники эйга-моногатари. Кроме того, часть картин в некоторых свитках эмакимоно изображают сцены из жизни дворца. И наконец сохранились частично поврежденные планы дворца с X по XII век, отображающие все здания и их функции внутри Дайри.
В дополнение к литературным источникам с конца 1970-х годов производятся археологические раскопки. Существование и месторасположение некоторых зданий было освещено только в их ходе.